# Charles Hill (Botswana)
Charles Hill é uma vila localizada no distrito de Ghanzi em Botswana. Possuía, em 2011, uma população estimada de 3 591 habitantes.